# Разрушение Титом храма в Иерусалиме
«Разрушение Титом храма в Иерусалиме» (нем. Zerstörung des Tempels in Jerusalem durch Titus) — картина французского живописца Николы Пуссена (1594—1665). Создана около 1638—1639 года. Хранится в Музее истории искусств в Вене (ин. номер GG 1556).

## История
Кардинал Франческо Барберини заказал картину Пуссену в марте 1625 года, после того как он увидел его «Успение Богоматери» во время своего путешествия в Париж. Пуссен выполнил заказ в конце января 1626 года, и в начале февраля получил за нее сумму в 61 скуди, что стало свидетельством того, что заказчик был доволен полученной работой художника.
Полотно, которое заказал кардинал Барберини, было написано на довольно редкий сюжет Разрушения храма в Иерусалиме войсками римского полководца Тита (39—81) в 70 году н. е. Картина находилась у Барберини до ноября 1633 года, затем он передал ее кастеляну французского посла в Ватикане, который в июле 1634 года забрал ее с собой во Франции. Однако затем кардинал заказал Пуссену второе полотно на ту же тему на замену отданного. В записях указано, что Пуссен в январе 1636 года был вознагражден за второй вариант картины, что свидетельствует о том, что картина была создана после 1635 года.
Оригинал первого варианта картины сегодня утерян, но он изображен на гравюре, созданной Сиджизмондо Гимли и Этьеном Ахилем Ревеем между 1846 и 1851 годами по картине Пуссена (по утерянному рисунку из коллекции Жака Эдуардо Гато, Париж, Высшая национальная школа изящных искусств). Оба варианта нельзя сравнивать с уверенностью, поскольку свидетельств о том, как именно выглядела первая версия картины сохранилось немного. Пуссен решил не повторять композицию, которую он создал ранее.
Картина была передана посланнику императора принцу Эггенбергу в Риме как подарок для императора Фердинанда III. Находилась в императорской галерее в Праге до 1685 года. Затем в 1720 году находилась в Штальбурге в Вене, и впоследствии была выкуплена у принца Кауница в 1820 году.

## Описание
В первом варианте картины зритель смотрит сначала на храм, тонущий в глубине, затем выделяет фигуру Тита и погружается в глубину перспективы.
Во втором варианте портик храма с правильной колоннадой служит фоном, из-за чего сцена на переднем плане превращается в еще более динамическую и бурную. Целью художника было показать римского полководца как главного персонажа. В первом варианте битва изображена хаотично, во втором — появляется стройность. Некоторые детали на втором варианте картины, например, орнаменты на щитах, свидетельствуют о том, что художник в это время начал изучать искусство Древнего Рима.
Интерес Пуссена к античности усилился благодаря дружбе с художником Кассиано даль Поццо. Даль Поццо, выходец из Турина, в то время занимал должность секретаря у Франческо Барберини в Ватикане. Там даль Поццо собрал коллекцию археологических свидетельств: особенно он уделял внимание описанию материальной культуры классической античности на основе сохранившихся памятников прошлого. Эта коллекция состояла из рисунков археологических находок: статуй, алтарей, рельефов и т. п. и впоследствии получила название «Бумажный музей». Пуссен, для которого было важным в своих работах достичь исторической точности античных сцен, увлекся проектом даль Поццо.
Пуссен не только использовал археологические материалы в изображении батальных сцен и фигур воинов. Художник выбрал сюжет для второго варианта картины, эпизод из римской истории, который никогда прежде не изображался — «Смерть Германики» (Миннеаполис, Институт искусств, 1628). В картине «Разрушение Титом храма в Иерусалиме» он сталкивает Тита с последствиями своих дел: полководец после победы над иудейским народом намеревался сохранить сокровища храма, но когда он прибыл на место, призвать солдат к порядку было уже поздно. Тит изображен в  момент, когда он вторгся в Иерусалим.
Фантазия Пуссена рождается из утонченного интеллектуального размышления: художник старается воплотить в форму воспоминания о греческих и римских образах, обретающих жизнь в архитектурной перспективе. В пространственном эффекте параллельных кулис, тонущих в глубине, чувствуется вкус к революционным сценографическим экспериментам театральных спектаклей в палаццо Барберини. Над сценографией в этом престижном учреждении работали такие художники, как Лоренцо Бернини (1598—1680) и Пьетро да Кортона (1596—1669).